# Bitwa nad Ch’ŏngch’ŏn-gang
Bitwa nad Ch’ŏngch’ŏn-gang – decydująca bitwa wojny koreańskiej, stoczona od 25 listopada do 2 grudnia 1950 roku wzdłuż doliny rzeki Ch’ŏngch’ŏn w północno-zachodniej części Korei Północnej. W odpowiedzi na udaną pierwszą fazę chińskiej kampanii przeciwko siłom Organizacji Narodów Zjednoczonych, gen. Douglas MacArthur rozpoczął „ofensywę Home-by-Christmas”, aby wypędzić chińskie siły z Korei i zakończyć wojnę. Przewidując to posunięcie, dowódca Chińskich Ochotników Ludowych Peng Dehuai zaplanował kontrofensywę, nazwaną „drugą fazą kampanii” przeciwko siłom ONZ.
Mając nadzieję na powtórzenie sukcesu wcześniejszej pierwszej fazy kampanii, chińska 13 Armia przeprowadziła serię niespodziewanych ataków wzdłuż doliny rzeki Ch’ŏngch’ŏn w nocy 25 listopada 1950 roku, skutecznie niszcząc prawą flankę amerykańskiej 8 Armii, jednocześnie umożliwiając siłom chińskim szybkie przemieszczenie się na tyły wojsk ONZ. W kolejnych walkach i odwrotach toczących się od 26 listopada do 2 grudnia 1950 roku, chociaż amerykańskiej 8 Armii udało się uniknąć otoczenia przez siły chińskie, to przeciwnik był w stanie zadać ciężkie straty wycofującym się siłom ONZ, które utraciły jakąkolwiek spójność. W następstwie bitwy nad rzeką Ch’ŏngch’ŏn straty poniesione przez amerykańską 8 Armią zmusiły wszystkie wojska ONZ do wycofania się z Korei Północnej na linię 38. równoleżnika.

## Tło
Cóż, jeśli zaatakują wystarczająco szybko, może niektórzy z nich będą w domu na Boże Narodzenie

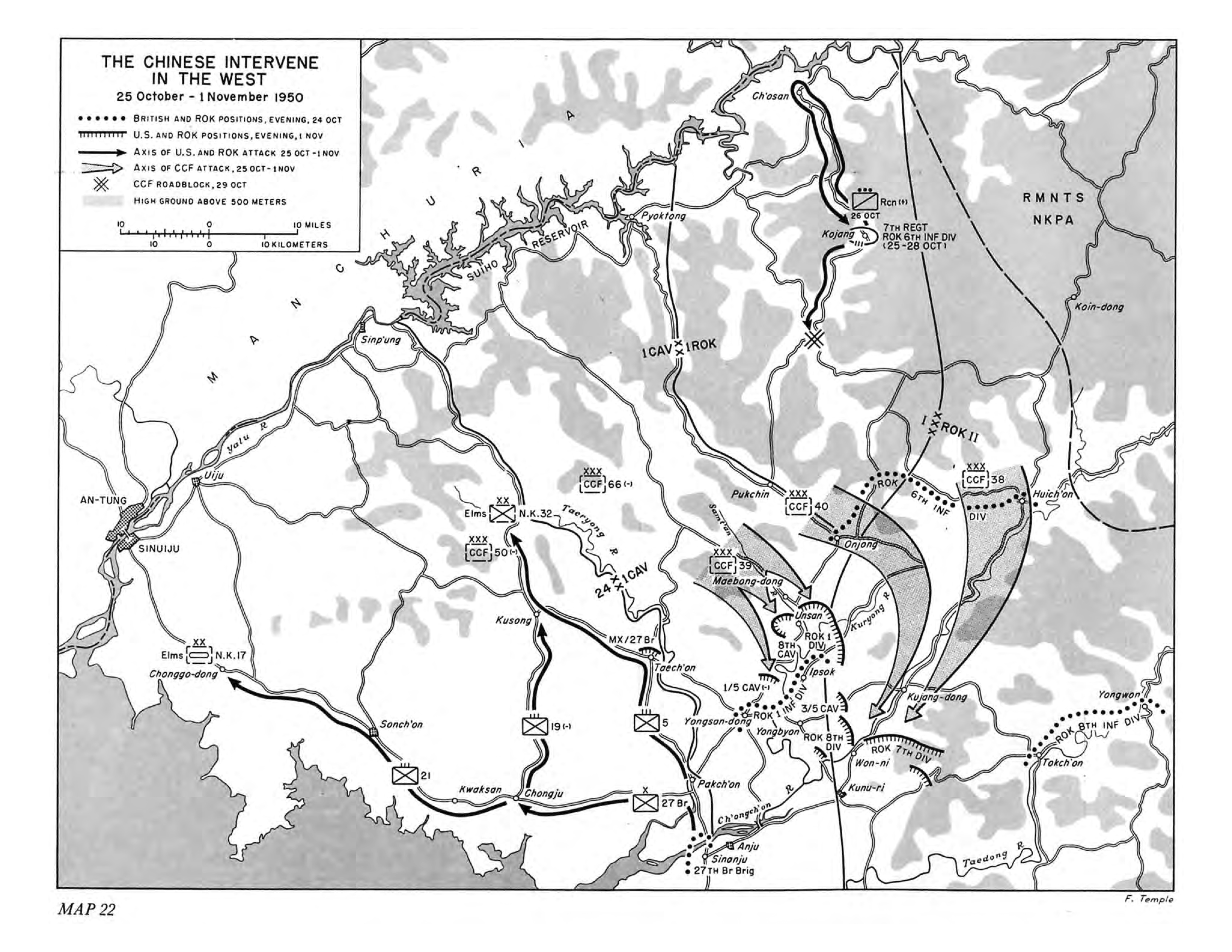
Mapa chińskiej pierwszej fazy kampanii, 25 października – 1 listopada 1950

Po udanym lądowaniu sił ONZ w Inzonie, wyrwaniu się z worka pusańskiego i zniszczeniu Koreańskiej Armii Ludowej we wrześniu 1950 roku, amerykańska 8 Armia przekroczyła 38. równoleżnik i szybko posunęła się w kierunku granicy chińsko-koreańskiej. Zaniepokojony rozwojem sytuacji przewodniczący Komunistycznej Partii Chin Mao Zedong nakazał tzw. Chińskim Ochotnikom Ludowym interwencję w Korei i rozpoczęcie pierwszej fazy kampanii przeciwko siłom ONZ.
Między 25 października a 4 listopada 1950 roku chińska 13 Armia zaskoczyła i pokonała II Korpus Armii Republiki Korei oraz amerykańską 1 Dywizję Kawalerii w bitwach pod Onjong i Unsan, niszcząc prawą flankę 8 Armii i zmuszając jednocześnie siły ONZ do wycofania się na linię rzeki Ch’ŏngch’ŏn. Chociaż siły chińskie początkowo były w stanie przebić się przez linie ONZ, trudności logistyczne zmusiły „ochotników ludowych” do częściowego wycofania się 5 listopada 1950 roku.
Pomimo sukcesu pierwszej fazy kampanii Chińskich Ochotników Ludowych planiści ONZ nadal wierzyli, że komunistyczne Chiny nie interweniowały w Korei na dużą skalę. Nagłość odwrotu Chińczyków jeszcze bardziej wzmocniła to przekonanie. Opierając się na założeniu, że tylko ok. 30 000 chińskich żołnierzy może pozostawać ukrytych w górach, gen. Douglas MacArthur nakazał zbombardowanie mostów nad rzeką Jalu w celu odcięcia chińskich posiłków. Pewien, że siły powietrzne ONZ mogą wykryć i zakłócić wszelkie ruchy wrogich wojsk przez rzekę Jalu, MacArthur rozpoczął 24 listopada „ofensywę Home-by-Christmas”, aby rozgromić pozostałe siły komunistyczne w Korei i zakończyć wojnę przed świętami.
Jednak planiści ONZ nie wiedzieli, że w Korei stacjonowało wtedy 180 000 żołnierzy chińskich, a kolejne posiłki stale przedostawały się przez granicę. Chociaż Chińscy Ochotnicy Ludowi otrzymali rozkaz utrzymania pozycji obronnej w Korei Północnej do czasu przybycia dostaw sowieckiej broni wiosną 1951 roku, to ich wcześniejsze sukcesy przekonały chińskie kierownictwo, że „ochotnicy” są w stanie już teraz odwrócić postępy wojsk ONZ. Zachęcony faktem, że przeciwnik nie znał ich prawdziwej liczebności, dowódca Chińskich Ochotników Ludowych Peng Dehuai przedstawił plan drugiej fazy kampanii, kontrofensywę mającą na celu odepchnięcie sił ONZ do linii w połowie drogi między rzeką Ch’ŏngch’ŏn a Pjongjangiem. W ramach planu dezinformacji Peng nakazał wszystkim jednostkom szybkie wycofanie się na północ, uwalniając po drodze jeńców wojennych. Mając do dyspozycji już 230 000 żołnierzy i kolejnych 150 000 zmierzających do jeziora Changjin, Peng zezwolił na rozpoczęcie drugiej fazy kampanii 22 listopada 1950 roku.

## Preludium

### Lokalizacja, teren i pogoda
Bitwa została stoczona wzdłuż linii frontu wokół rzeki Ch’ŏngch’ŏn i jej dopływów, ok. 80 km na południe od granicy chińsko-koreańskiej. Linia frontu ONZ rozciągała się od zachodniego wybrzeża Korei do Gór Taebaek w centralnej Korei, przy czym rzeka Ch’ŏngch’ŏn przecinała północną część linii frontu ONZ w mieście Kujang-dong. Od zachodu na wschód linię frontu wyznaczają takie miasta, jak Chŏngju, Yongsan-dong, Ipsok, Kujang-dong, Tŏkch’ŏn i Yongwon, a łączące je skrzyżowania dróg znajdują się w Sinanju, Andżu, Kunu-ri i Pukchang-ni. Droga biegnie na południe od Kunu-ri do Sunczonu i ostatecznie do Pjongjangu; później stała się główną trasą odwrotu sił ONZ stacjonujących w centralnej części linii frontu. Pagórkowaty teren na północnym brzegu rzeki Ch’ŏngch’ŏn utworzył barierę obronną, która pozwoliła Chińczykom ukryć swoją obecność, rozpraszając jednocześnie nacierające siły ONZ. Bitwa rozegrała się podczas jednej z najzimniejszych koreańskich zim od 100 lat, w czasie której temperatury spadły do -34 °C.

### Siły i strategie

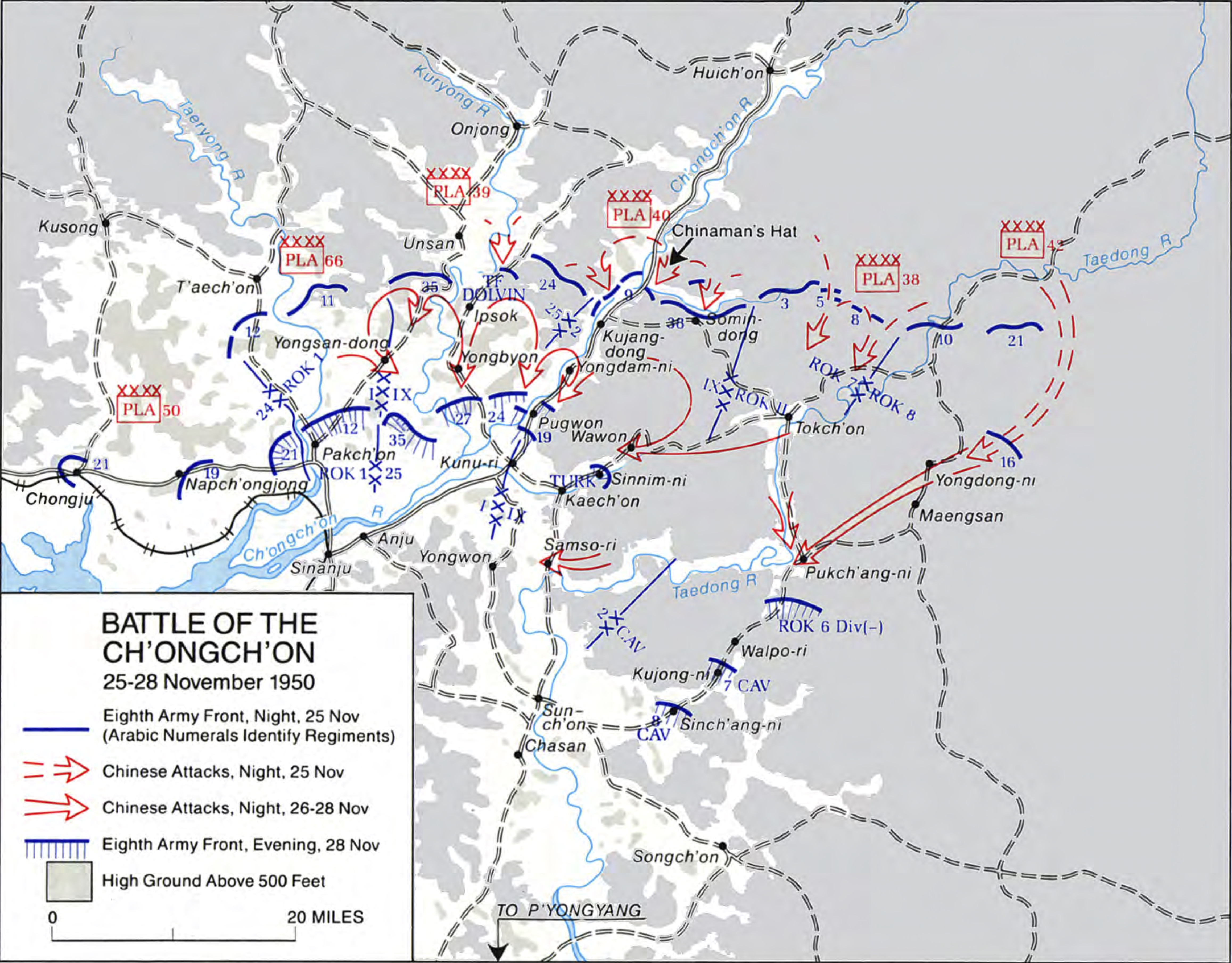
Mapa bitwy nad rzeką Ch’ŏngch’ŏn, 25–28 listopada 1950

Działając na polecenie MacArthura, gen. Walton H. Walker z 8 Armii rozpoczął „ofensywę Home-by-Christmas” o godz. 10:00 24 listopada 1950 roku. Z odtworzonym południowokoreańskim II Korpusem umieszczonym na prawym skrzydle 8 Armii, natarcie prowadził amerykański I Korpus na zachodzie, IX Korpus w centrum i koreański II Korpus na wschodzie. Trzy Korpusy ONZ ostrożnie posuwały się naprzód w ciągłej linii frontu, aby zapobiec kolejnym zasadzkom podobnym do pierwszej fazy kampanii Chińskich Ochotników Ludowych, ale niedobór siły ludzkiej rozciągnął siły ONZ do granic możliwości. Poza sprzeciwem Chińczyków na odcinku II Korpusu, 8 Armia napotkała na niewielki opór, a linia między Chŏngju a Yongwon została zajęta w nocy 25 listopada.
Pomimo braku siły ludzkiej, amerykańska 8 Armia miała trzy i pół raza większą siłę ognia niż wojska komunistyczne. 5 Armia, która była odpowiedzialna za wsparcie powietrzne, również napotkała na niewielki opór z powodu praktycznego braku broni przeciwlotniczej po stronie chińsko-północnokoreańskiej. Podniesione ucztą z okazji Święta Dziękczynienia z pieczonymi indykami w przededniu natarcia, morale w szeregach wojsk ONZ było wysokie, a wizja powrotu do domu na Boże Narodzenie była w myślach wszystkich żołnierzy. Wysokie morale spowodowało jednak pogorszenie dyscypliny, a większość żołnierzy porzuciła swój sprzęt i zapasy amunicji przed bitwą. Na przykład jedna kompania strzelców z IX Korpusu rozpoczęła natarcie w większości bez hełmów i bagnetów, a każdy żołnierz miał przy sobie średnio mniej niż jeden granat i 50 sztuk amunicji. Ponieważ planiści ONZ przewidywali, że wojna zakończy się przed wejściem w fazę kampanii zimowej, wszystkie elementy 8 Armii rozpoczęły ofensywę z niedoborem ciepłej odzieży.

„Głównym celem jest szybkie okrążenie wroga i odcięcie jego tyłów [...] Trasa ataku musi omijać autostrady i płaski teren, aby uniemożliwić [wrogim] czołgom i artyflerii utrudnianie operacji ofensywnej [...] Nocna wojna w górzystym terenie musi mieć określony plan i łączność między dowódcami plutonów. Małe czołowe grupy patrolowe atakują, a następnie dają znać trąbką. Duża liczba żołnierzy w tym czasie podąża kolumną”

Podczas gdy amerykańska 8 Armia nacierała na północ, chińska 13 Armia ukrywała się w górach z 50. i 66 Korpusem na zachodzie, 39. i 40 Korpusem w centrum oraz 38. i 42 Korpusem na wschodzie. Przewidując postępy wojsk ONZ, Chińczycy zaplanowali serię kontrataków, aby zaskoczyć przeciwnika. Mając nadzieję na powtórzenie sukcesu pierwszej fazy kampanii, 38. i 42 Korpus miały najpierw zaatakować południowokoreański II Korpus i zniszczyć prawą flankę wojsk ONZ, a następnie przeciąć linie przeciwnika. W tym samym czasie 39. i 40 Korpus wiązałby walką na miejscu amerykański IX Korpus, uniemożliwiając jednocześnie dostarczenie jakichkolwiek posiłków dla II Korpusu. 50. i 66 Korpus miały pozostać z tyłu i powstrzymać postępy I Korpusu.
Chociaż 13 Armia miała nominalną siłę 230 000 ludzi, jej rzeczywista siła podczas bitwy mogła wynosić zaledwie 150 000 ludzi. Na przykład 66 Korpus miał na początku bitwy tylko 6600 żołnierzy na dywizję, zamiast etatowych 10 000 ludzi na dywizję. Na trzech żołnierzy przypadała tylko jedna sztuka broni palnej, a reszta była używana jako miotacze granatów. Ponieważ większość chińskich haubic i dział pozostała w Mandżurii, moździerze były jedynym wsparciem artyleryjskim dostępnym dla Chińskich Ochotników Ludowych. Na potrzeby kontrofensywy przeciętny żołnierz chiński otrzymywał racje żywnościowe i amunicję na zaledwie pięć dni, a zaopatrzenie można było uzyskać jedynie poprzez zbieranie zapasów od zabitych na polu bitwy. Aby zrekompensować swoje niedociągnięcia, Chińczycy w dużym stopniu polegali na nocnych atakach i infiltracjach, aby uniknąć spotkania z siłą ognia wojsk ONZ. Paradoksalnie, prymitywny system logistyczny pozwalał im na sprawne manewrowanie po nierównym, pagórkowatym terenie, dzięki czemu mogli ominąć obronę ONZ i otoczyć odizolowane pozycje nieprzyjaciela. Ponieważ Chińczycy zdobyli dużą liczbę broni na Kuomintangu podczas wojny domowej, większość Chińskich Ochotników Ludowych używała amerykańskiej broni ręcznej, takiej jak pistolet maszynowy Thompson, karabin M1 Garand, karabin maszynowy Browning M1918, Bazooka czy moździerz M2.

## Bitwa
Kiedy amerykańska 8 Armia zatrzymała się po południu 25 listopada 1950 roku, chińska 13 Armia rozpoczęła drugą fazę kampanii. Rozpoczął się zmasowany frontalny atak na całej linii frontu ONZ od Yongsan-dong do Yongdong-ni. Na zachodzie południowokoreańska 1 Dywizja Piechoty z I Korpusu została zaatakowana przez chiński 66 Korpus w Yongsan-dong. W centrum 39. i 40 Korpus przeprowadziły działania rozpoznawcze przeciwko amerykańskiemu IX Korpusowi w Ipsok i Kujang-dong. Na wschodzie 38. i 42 Korpus przebiły się przez linię południowokoreańskiego II Korpusu w Tŏkch’ŏn i Yongdong-ni. „Ofensywa Home-by-Christmas” została całkowicie zatrzymana rano 26 listopada.

### Działania w Tŏkch’ŏn i Yongdong-ni

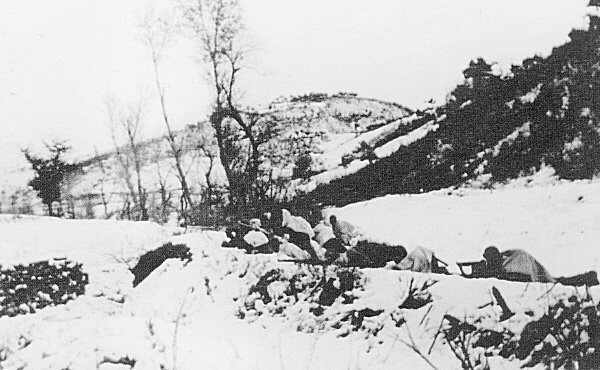
Chińscy żołnierze przygotowujący zasadzkę na wycofujące się siły ONZ

Po bitwie pod Onjong Chińczycy uznali południowokoreański II Korpus za najbardziej narażoną na atak jednostkę 8 Armii. Oprócz braku siły ognia swojego amerykańskiego odpowiednika, korpus koreańskie utrzymywał również najtrudniejszy teren na prawym skrzydle wojsk ONZ. O godzinie 10:00 24 listopada południowokoreańska 7 Dywizja Piechoty na lewym skrzydle II Korpusu zaatakowała na północ od Tŏkch’ŏn. W tym samym czasie południowokoreańska 8 Dywizja Piechoty na prawym skrzydle II Korpusu posuwała się na północ od Yongdong-ni, ale jej postęp został zatrzymany przez twardy opór chińskiego 38. i 42 Korpusu. Ciągłe walki przez następne dwa dni nie przyniosły żadnych korzyści Koreańczykom. Podczas postępów, obrona Chińskich Ochotników Ludowych zdołała stworzyć klin w centrum 7 Dywizji Piechoty, zmuszając ją do zaangażowania większości swoich rezerw na linii frontu. Tymczasem południowokoreańska 6 Dywizja Piechoty na tyłach II Korpusu mogła wystawić jedynie swój 2 Pułk Piechoty jako rezerwę Korpusu ze względu na wcześniejsze straty poniesione pod Onjong.
Podczas gdy Armia Republiki Korei przygotowywała swoje pozycje obronne o zmierzchu 25 listopada, dwa korpusy Chińskich Ochotników Ludowych mobilizowały się do decydującego kontrataku na prawe skrzydło amerykańskiej 8 Armii. Chiński 38 Korpus planował zaatakować z pełną siłą centrum i prawą flankę 7 Dywizji Piechoty, podczas gdy dwie dywizje z 42 Korpusu rozpoczęły marsz przez wzgórza, aby ominąć prawą flankę 8 Dywizji Piechoty. Biorąc pod uwagę znaczenie tego ataku, Han Xianchu, jeden z zastępców Penga, osobiście dowodził 38. i 42 Korpusem przez resztę bitwy.
Chiński 38 Korpus zadał pierwszy cios południowokoreańskiemu II Korpusowi o godzinie 17:00 25 listopada. Wspomagana całkowitym zaskoczeniem, chińska 113 Dywizja 38 Korpusu najpierw rozbiła kompanię rozpoznawczą 7 Dywizji Piechoty na prawym skrzydle, tworząc 800-metrowe luki między 7. i 8 Dywizją Piechoty. Jednocześnie chińska 114 Dywizja 38 Korpusu zaatakowała centrum-prawe skrzydło 7 Dywizji Piechoty, spychając w tym procesie 5. i 8 Pułk Piechoty. Kiedy centrum i prawe skrzydło 7 Dywizji Piechoty pogrążyły się w całkowitym chaosie, 112. i 113 Dywizja 38 Korpusu prześlizgnęły się przez linie ONZ i ruszyły w kierunku Tŏkch’ŏn. Mając tylko jeden batalion w rezerwie, by powstrzymać chińskie dywizje, garnizon Tŏkch’ŏn i kwatera główna 7 Dywizji Piechoty zostały wkrótce otoczone i zaatakowane przez dwie dywizje Chińskich Ochotników Ludowych o godzinie 16:00 26 listopada. Pod silną presją ze strony 114 Dywizji, 5. i 8 Pułk Piechoty próbowały wycofać się do Tŏkch’ŏn, ale chińskie zasadzki na tyłach rozproszyły niczego niepodejrzewające wojska południowokoreańskie. Po południu 26 listopada Tŏkch’ŏn zostało zdobyte przez Chińczyków, a południowokoreański 3 Pułk Piechoty na lewym skrzydle 7 Dywizji Piechoty dryfował na zachód i dołączył do amerykańskiej 2 Dywizji Piechoty.
Podczas gdy 7 Dywizja Piechoty była niszczona w Tŏkch’ŏn przez 38 Korpus, 8 Dywizja Piechoty została rozgromiona w Yongdong-ni przez 42 Korpus. Podczas gdy 125 Dywizja wiązała walką 10. i 21 Pułk Piechoty w Yongdong-ni, 124. i 126 Dywizja próbowały zinfiltrować tyły 8 Dywizji Piechoty, maszerując przez wzgórza na wschód od Yongdong-ni. O godzinie 13:00 25 listopada południowokoreański 16 Pułk Piechoty na tyłach 8 Dywizji Piechoty zauważył dwie chińskie dywizje w Maengsan, 20 km na południe od Yongdong-ni. Zaskoczona takim rozwojem sytuacji 8 Dywizja Piechoty wydała rozkaz 16 Pułkowi Piechoty zablokowania natarcia przeciwnika, podczas gdy 10. i 21 Pułk Piechoty wycofywały się z Yongdong-ni. Jednak zanim rozkaz mógł zostać wykonany, Chińczycy uderzyli jako pierwsi po tym, gdy dowiedzieli się, że ich pułapka została odkryta. Gdy 10. i 21 Pułk Piechoty wycofywały się z Yongdong-ni wczesnym rankiem 26 listopada, chińska 125 Dywizja zaatakowała oba pułki południowokoreańskie, zmuszając Koreańczyków do porzucenia ciężkiego sprzętu i rozproszenia się po wzgórzach. Tymczasem, nawigując po ogniskach rozpalonych przez Koreańczyków z powodu niskim temperatur, chińska 124 Dywizja najechała batalion 16 Pułku Piechoty i zaatakowała stanowisko dowodzenia 8 Dywizji Piechoty w Maengsan. Gdy cała dywizja została rozproszona, kwatera główna 8 Dywizji Piechoty i 16 Pułk Piechoty wydostały się z Maengsan 27 listopada i wycofały się z pola bitwy.
W chaosie walk gen. mjr Yu Jae-hung z II Korpusu nie otrzymywał wiadomości z linii frontu aż do północy 25 listopada — pięć godzin po tym, jak Chińczycy wyszli na tyły wojsk południowokoreańskich. Odpowiadając na kryzys, Yu zobowiązał 2 Pułk Piechoty 6 Dywizji Piechoty do zablokowania chińskich dywizji. Gdy 2 Pułk Piechoty maszerował w kierunku frontu rano 26 listopada, 113 Dywizja przechwyciła go i zniszczyła stanowisko dowodzenia pułku, rozpraszając jednym posunięciem całą rezerwę II Korpusu. Ponieważ większość jednostek II Korpusu została zniszczona do 27 listopada, prawa flanka wojsk ONZ wpadła w ręce Chińczyków.
Chociaż 27 listopada rozpoznanie lotnicze ONZ zaobserwowało, że siły Chińskich Ochotników Ludowych na prawym skrzydle ONZ szybko przesuwają się na tyły 8 Armii, Walker nadal nakazał reszcie swojej armii kontynuowanie ofensywy na północ. Przekonany, że załamanie się II Korpusu było jedynie lokalnym kontratakiem Chińczyków, Walker nakazał amerykańskiemu I i IX Korpusowi przesunięcie się na wschód, aby osłonić sektor II Korpusu. Jednak w tym czasie I i IX Korpus poniosły już ciężkie straty w wyniku chińskiej kontrofensywy pod Kujang-dong, Ipsok i Yongsan-dong.

### Działania w Kujang-dong

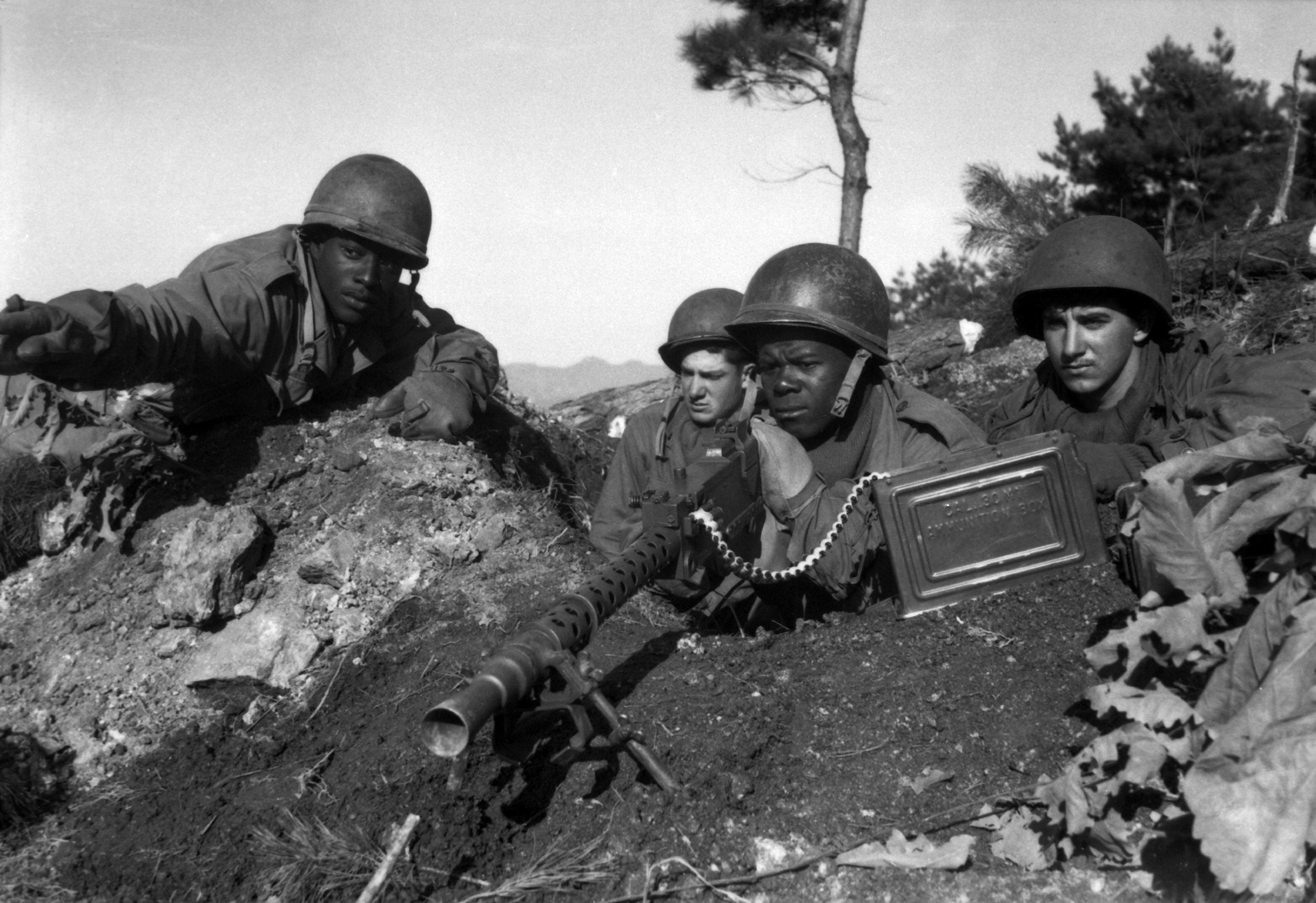
Żołnierze amerykańskiej 2 Dywizji Piechoty w akcji pod koniec listopada 1950

Po lewej stronie południowokoreańskiej 7 Dywizji Piechoty II Korpusu, amerykańska 2 Dywizja Piechoty IX Korpusu została umieszczona na drodze głównej linii zaopatrzeniowej Chińczyków. Podczas „ofensywy Home-by-Christmas” amerykański 9 Pułk Piechoty poprowadził natarcie dywizji na północ wzdłuż rzeki Ch’ŏngch’ŏn, podczas gdy 38 Pułk Piechoty został umieszczony na prawym skrzydle dywizji. Ofensywa rozpoczęła się z niewielkim oporem, chociaż 9 Pułk Piechoty został zatrzymany przez chińską obronę na Wzgórzu 219, na północ od Kujang-dong 25 listopada. Aby wznowić atak następnego dnia, 23 Pułk Piechoty 2 Dywizji Piechoty został przesunięty na tyły 9 Pułku Piechoty. W tym samym czasie 38 Pułk Piechoty przybył do Somin-dong, miasta na drodze między Kujang-dong i Tŏkch’ŏn. Kiedy rozpoznanie lotnicze wykryło wzrost aktywności Chińskich Ochotników Ludowych, kompania A 38 Pułku Piechoty została wysłana na patrol na terytorium zajęte przez Chińczykówref name="Appleman155"/>.
Aby zapewnić powodzenie kontrataku na południowokoreański II Korpus, chiński 40 Korpus otrzymał misję ochrony flanki 38 Korpusu przed amerykańską 2 Dywizją Piechoty. Aby wykonać tę misję, 119 Dywizja 40 Korpusu najpierw miała zaatakować Somin-dong, aby uniemożliwić Amerykanom wzmocnienie Koreańczyków. 120 Dywizja miała następnie przebić się przez rzekę Ch’ŏngch’ŏn i związać większość 2 Dywizji Piechoty. Na koniec 118 Dywizja miała otoczyć Amerykanów od zachodu i zdobyć Kujang-dong od tyłu.
W noc kontrofensywy, chińska 120 Dywizja po raz pierwszy przypadkowo natknęła się na amerykański 9 Pułk Piechoty na północnym brzegu rzeki Ch’ŏngch’ŏn. Niespodziewane spotkanie między obiema stronami wkrótce pozostawiło 9 Pułk Piechoty z zaledwie trzema kompaniami strzeleckimi zdolnymi do walki. Nieświadomi, że 1. batalion 23 Pułku Piechoty zatrzymał się za 61. batalionem artylerii polowej, cztery Kompanie Ostrych Mieczy z 359 Pułku 120 Dywizji przeszły przez rzekę i zaatakowały pozycje amerykańskiej artylerii. Chociaż 61. batalion został rozgromiony przez zaskoczenie, 23 Pułk Piechoty szybko rozbił dwie niczego niepodejrzewające chińskie kompanie. Ocalałe oddziały Chińskich Ochotników Ludowych odeszły na wschód i zajęły wzgórze nazwane Chinaman's Hat, co umożliwiło im obserwację pozycji całego 23 Pułku Piechoty.
Podczas gdy chińska 120 Dywizja rozpoczęła atak na centrum amerykańskiej 2 Dywizji Piechoty, 119 Dywizja również próbowała wbić klin między Kujang-dong i Tŏkch’ŏn. W serii mylących bitew między 119 Dywizją a 38 Pułkiem Piechoty patrolująca kompania A 38 Pułku Piechoty została rozbita pod ciężarem chińskich ataków. Dodatkowo zamieszanie potęgowały chińskie zespoły rozpoznawcze, które zmusiły oddziały amerykańskie do ujawnienia swoich pozycji, a w rezultacie chiński ostrzał kontrujący spowodował rozbicie kompanii G w centrum pozycji 38 Pułku Piechoty. Chińczycy przebili się również przez lewą flankę 38 Pułku Piechoty, blokując w ten sposób jego drogę odwrotu. Rano 26 listopada wojska chińskie zostały zaobserwowane nieopodal 38 Pułku Piechoty.
Chińczycy natychmiast się wycofali, gdy nadszedł ranek 26 listopada, a później kontratak 38 Pułku Piechoty ponownie otworzył drogę do tyłu. Gdy południowokoreański 3 Pułk Piechoty 7 Dywizji Piechoty nagle pojawił się w sektorze 38 Pułku Piechoty, dowódca pułku płk George B. Peploe zdał sobie sprawę, że prawa flanka amerykańskiej 2 Dywizji Piechoty i całej 8 Armii załamała się. Na rozkaz gen. mjr. Laurence’a B. Keisera, dowódcy 2 Dywizji Piechoty, płk Peploe natychmiast objął dowództwo nad 3 Pułkiem Piechoty, próbując jednocześnie odepchnąć swoją prawą flankę. W tym samym czasie płk Paul L. Freeman z 23 Pułku Piechoty również próbował poprowadzić swój pułk, aby zdobyć Chinaman's Hat, ale bez większego powodzenia.
Chińscy Ochotni Ludowi wznowili ataki w nocy 26 listopada. Kontratak z Chinaman's Hat wkrótce zdobył stanowisko dowodzenia 23 Pułku Piechoty. Po lewej stronie 23 Pułku Piechoty kompania G 9 Pułku Piechoty została również zaatakowana przez siły chińskie, co zmusiło płk. Charlesa C. Sloane’a Jr. do wycofania resztek swojego pułku przez rzekę. Chińskie zasadzki na tyłach zdziesiątkowały resztę 9 Pułku Piechoty. Po prawej stronie 2 Dywizji Piechoty, Wen Yuchen z 40 Korpusu PVA nakazał 119 Dywizji zniszczenie 38 Pułku Piechoty w celu ochrony przełomu na prawym skrzydle ONZ. Zacięte walki wkrótce zmusiły 38 Pułk Piechoty do powrotu do Kujang-dong w celu ponownego dołączenia do dywizji.
Chociaż Walker nie odwołał „ofensywy Home-by-Christmas” 27 listopada, Keiser nakazał swojej dywizji wycofanie się do Kujang-dong. Zanim rozkaz Keisera został zrealizowany 28 listopada, Walker poinstruował gen. mjr. Johna B. Coultera z IX Korpusu, aby utworzył nową linię obronną w Kunu-ri — 32 km na południe od amerykańskiej 2 Dywizji Piechoty. Pełen odwrót dywizji rozpoczął się w nocy 27 listopada, a Chińczycy atakowali wszędzie. Gdy konwój dywizji próbował ruszyć na południe, został przywitany ogniem karabinów maszynowych i moździerzy z licznych blokad drogowych na tyłach. Zespoły granatników przeciwpancernych zniszczyły również kilka pojazdów, podczas gdy inni żołnierze próbowali otoczyć czołgi i wrzucić granaty do ich włazów. Ponosząc straty, 2 Dywizja Piechoty przełamała blokadę 118 Dywizji i dotarła do Kunu-ri w nocy 28 listopada.

### Działania w Ipsok

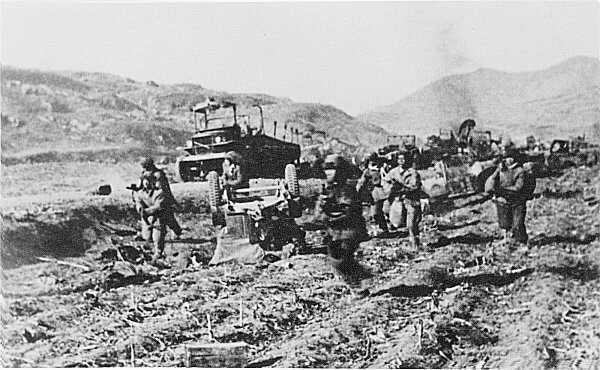
Żołnierze chińskiego 39 Korpusu ścigają amerykańską 25 Dywizję Piechoty

W ramach „ofensywy Home-by-Christmas” amerykańska 25 Dywizja Piechoty z IX Korpusu nacierała na lewo od 2 Dywizji Piechoty wzdłuż rzeki Kuryong, jednego z północnych dopływów rzeki Ch’ŏngch’ŏn. 24 listopada 25 Dywizja Piechoty rozpoczęła ofensywę w mieście Yongbyon, na południe od Ipsok. Aby poprowadzić ofensywę, pięć kompanii piechoty, czołgów i artylerii zostało zabranych z 25 Dywizji Piechoty, aby utworzyć specjalną grupę zadaniową o nazwie Task Force Dolvin. Podczas gdy Task Force Dolvin prowadziła ofensywę na wschodnim brzegu rzeki Kuryong, 24 Pułk Piechoty 25 Dywizji Piechoty został umieszczony po prawej stronie dywizji, aby utrzymać kontakt z 2 Dywizją, podczas gdy 35 Pułk Piechoty 25 Dywizji Piechoty znajdował się na zachodnim brzegu rzeki, posuwając się z Yongsan-dong do Unsan. 27 Pułk Piechoty 25 Dywizji Piechoty znajdował się na tyłach dywizji jako rezerwa.
Ze względu na wcześniejszą porażkę ONZ w bitwie pod Unsan, 25 Dywizja Piechoty USA spodziewała się napotkać silny opór Chińczyków podczas swojego natarcia. Jednak siły osłonowe nieprzyjaciela wycofały się wraz z postępem oddziałów amerykańskich. Poza nękającym ostrzałem, amerykańska 25 Dywizja Piechoty nie napotkała silnego oporu po drodze. Ipsok zostało zdobyte przez Task Force Dolvin 24 listopada, a w mieście uwolniono kilku amerykańskich jeńców wojennych. Gdy następnego dnia Task Force Dolvin przystąpiła do zdobywania szeregu wzgórz na północ od Ipsok, opór Chińczyków zaczął się nasilać. Podczas walk górskich po południu 25 listopada 8. kompania rangerów z Task Force Dolvin poniosła ciężkie straty w starciu z chińską obroną, a grupa zadaniowa przerwała swój atak o zmierzchu.
Podczas gdy amerykańska 25 Dywizja Piechoty nacierała, stojący naprzeciwko niej chiński 39 Korpus czekał na instrukcje od Naczelnego Dowództwa Chińskich Ochotników Ludowych. Jednak Chińczycy nadal prowadzili serię działań rozpoznawczych przeciwko amerykańskim pozycjom w nocy 25 listopada. Chińskie patrole wkrótce zniszczyły resztę kompanii rangerów, podczas gdy liczne zespoły rozpoznawcze przebrane w amerykańskie mundury zinfiltrowały pozycje Task Force Dolvin. Po prawej stronie Task Force Dolvin górzysty teren rozproszył 24 Pułk Piechoty, blokując jednocześnie większość jego transmisji radiowych. Po dowiedzeniu się o losie kompanii rangerów, gen. mjr William B. Kean z 25 Dywizji Piechoty wysłał 2. batalion 27 Pułku Piechoty, aby wzmocnić Task Force Dolvin. Wyznaczył również zastępcę dowódcy dywizji, gen.-bryg. Vennarda Wilsona, na nowego dowódcę grupy zadaniowej, zmieniając jej nazwę grupy na Task Force Wilson.
Po udanym ataku na prawą flankę 8 Armii, Naczelne Dowództwo Chińskich Ochotników Ludowych dało zielone światło 39 Korpusowi na atak na 25 Dywizję Piechoty 26 listopada. 115 Dywizja 39 Korpusu została natychmiast zmobilizowana do ataku na Task Force Wilson i 24 Pułk Piechoty, podczas gdy 116. i 117 Dywizja przemieszczały się, aby zaatakować Ipsok i odciąć Amerykanom drogę odwrotu. Miażdżący atak wkrótce pozostawił grupę zadaniową zdziesiątkowaną i oszołomioną. Chiński 347 Pułk 115 Dywizji po raz pierwszy spotkał się z kompanią C w centrum pozycji grupy zadaniowej i po ostrym starciu większość ludzi kompanii C zaginęła w akcji. Na prawym skrzydle 115 Dywizja zaatakowała kompanię B grupy zadaniowej. Napotkawszy fale chińskich zamachowców-samobójców, kompania B została zredukowana do 26 żołnierzy z pierwotnych 200. Niektórym chińskim snajperom i zwiadowcom udało się nawet dotrzeć do stanowiska dowodzenia Task Force Wilson, co zakończyło się śmiercią oficera wykonawczego grupy zadaniowej. Gdy cała linia grupy zadaniowej załamała się, śpiąca na jej tyłach kompania E została zepchnięta na linię frontu. Chociaż ostrzał czołgów kompanii E zatrzymał chińskie natarcie, po bitwie kompania została zredukowana do siły zaledwie jednego plutonu. Siły chińskie na tyłach zaatakowały również artylerię grupy zadaniowej w Ipsok, uniemożliwiając wsparcie ogniowe w nocy. Po nocnej bitwie grupa zadaniowa znalazła się w otoczeniu, a żołnierze chińscy skandowali ze wszystkich stron antyamerykańskie hasła. Kiedy Wilson próbował ewakuować rannych, blokady drogowe zaatakowały konwój medyczny tuż na południe od obwodu 2. batalionu.
Ponieważ tylko 2. batalion Task Force Wilson pozostał w stanie zdolnym do walki rano 27 listopada, Wilson nakazał grupie zadaniowej wycofanie się do Ipsok. Pod silną osłoną powietrzną 2. batalion przebił się przez blokadę drogową 348 Pułku i dotarł do Ipsok po południu. Tymczasem 24 Pułk Piechoty stracił kontakt z większością swoich jednostek, a dowódca pułku, płk John T. Corley, mógł zebrać tylko jeden batalion ze swojego pułku rano 27 listopada. 28 listopada Walker przesunął I Korpus na wschód, przyłączając do niego 25 Dywizję Piechoty, jednocześnie wydając jej rozkaz wycofania się do rzeki Ch’ŏngch’ŏn. Gdy 35 Pułk Piechoty dołączył do 25 Dywizji Piechoty po bitwie pod Yongsan-dong, 25 Dywizja Piechoty wycofała się na południe, a Task Force Wilson została rozwiązana przez Keana 28 listopada.

### Działania w Yongsan-dong

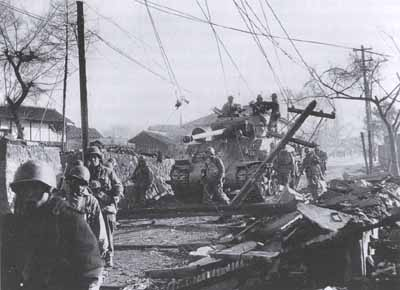
Atak amerykańskich czołgów i piechoty w kierunku rzeki Jalu, listopad 1950

Po gruntownej reorganizacji po bitwie pod Unsan, południowokoreańska 1 Dywizja Piechoty została umieszczona na prawym skrzydle I Korpusu w Yongsan-dong 20 listopada. W ramach „ofensywy Home-by-Christmas” Dywizja miała posuwać się na północ i zdobyć miasto T’aech’ŏn, podczas gdy amerykański 35 Pułk Piechoty 25 Dywizji Piechoty miał posuwać się na północ od Yongsan-dong na prawym skrzydle Koreańczyków. W tym samym czasie amerykańska 24 Dywizja Piechoty z I Korpusu miała posuwać się w kierunku Chŏngju na lewym skrzydle koreańskiej 1 Dywizji Piechoty.
Rano 24 listopada 1 Dywizja Piechoty ruszyła w kierunku miasta T’aech’ŏn z 11. i 12 Pułkiem Piechoty na czele. Chociaż chińskie pułapki i ostrzał moździerzowy próbowały opóźnić siły Koreańczyków po drodze, 1 Dywizja Piechoty zdołała otoczyć miasto do zmierzchu 24 listopada. Jednak Koreańczycy nie wiedzieli, że wkroczyli na obszar koncentracji sił chińskich, a w rezultacie opór pod T’aech’ŏn natychmiast się nasilił. W nocy 24 listopada broniący się chiński 66 Korpus przeprowadził kontratak na siły południowokoreańskie za pomocą szarż piechoty i kawalerii, a wojska chińskie i południowokoreańskie wkrótce znalazły się w zwarciu trwającym od 25 do 26 listopada.
Gdy bitwa pod T’aech’ŏn przeciągnęła się do nocy 26 listopada, południowokoreański 11 Pułk Piechoty po prawej stronie dywizji został zdezorganizowany. Gen.-bryg. Paik Sun-yup z 1 Dywizji Piechoty wkrótce ściągnął 15 Pułk Piechoty ze swojej rezerwy, aby zastąpić 11 Pułk Piechoty. Po otrzymaniu wiadomości o ataku Chińczyków na 25 Dywizję przez rzekę Kuryong, Paik również nakazał swojej dywizji obronę przed kontrofensywą. Gdy nastał poranek 27 listopada, wojska chińskie wokół T’aech’ŏn nie zaprzestały ataku nawet w obliczu nalotów ONZ, a niektóre ataki przeniosły się na obszar operacyjny amerykańskiej 24 Dywizji Piechoty. Zauważywszy, że ich flanka się zapada, amerykańska 24 Dywizja Piechoty i 35 Pułk Piechoty rozpoczęły odwrót na południe do rzeki Ch’ŏngch’ŏn.
O godzinie 13:00 27 listopada Peng wydał rozkaz 66 Korpusowi, aby zniszczył południowokoreańską 1 Dywizję Piechoty, zanim ta zdąży się wycofać do rzeki Ch’ŏngch’ŏn. Wieczorem 27 listopada chiński 66 Korpus rozpoczął potężny atak na 1 Dywizję Piechoty, amerykański 5 Pułkowy Zespół Bojowy 24 Dywizji Piechoty i 35 Pułk Piechoty. Po północy ataki Chińczyków przebiły się przez linie koreańskie i zdobyły Yongsan-dong, co spowodowało utratę stanowisk dowodzenia południowokoreańskiego 11., 15. i 35 Pułku Piechoty. 11. i 15 Pułk Piechoty zostały wkrótce rozproszone, podczas gdy wycofujący się amerykański 35 Pułk Piechoty został zablokowany w Yongsan-dong przez siły chińskie atakujące od tyłu. Pod silną presją amerykański 35 Pułk Piechoty przedarł się przez miasto i dołączył do amerykańskiej 25 Dywizji Piechoty po południu 28 listopada. W tym samym czasie Paik zebrał rozbite pułki i odbił Yongsan-dong. Południowokoreańska 1 Dywizja Piechoty utrzymała miasto przeciwko kolejnym atakom Chińskich Ochotników Ludowych aż do wycofania się z bitwy 29 listopada.

### Działania w Kunu-ri

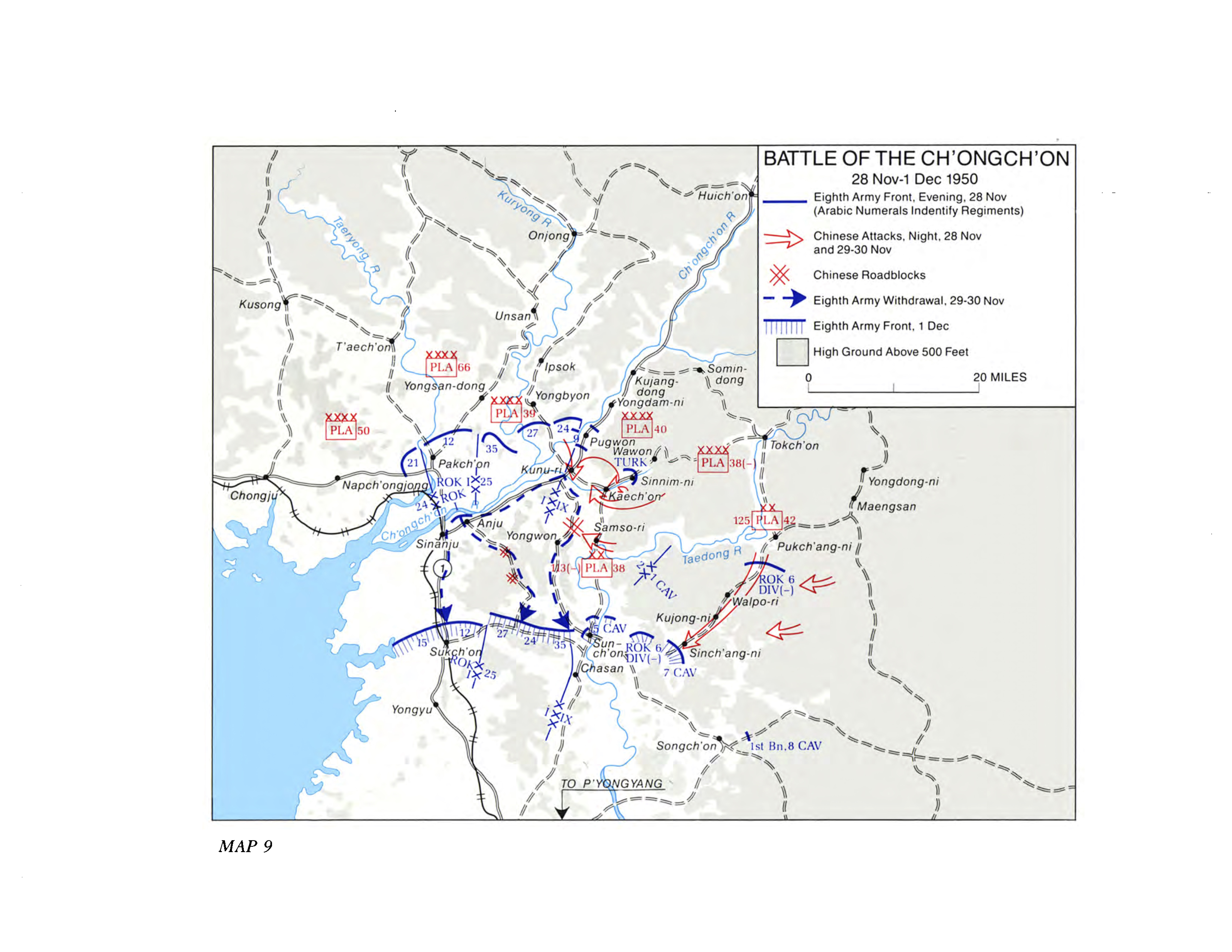
Mapa bitwy nad rzeką Ch’ŏngch’ŏn, 28 listopada – 1 grudnia 1950

Kunu-ri to wioska na skrzyżowaniu dróg na północnym brzegu rzeki Kaech’ŏn, jednego z południowych dopływów Ch’ŏngch’ŏn. Wraz ze wzrostem siły chińskiej kontrofensywy przeciwko centrum 8 Armii, Kunu-ri stało się głównym wąskim gardłem dla odwrotu amerykańskiego IX Korpusu. W celu ustabilizowania frontu 28 listopada Walker nakazał 2 Dywizji Piechoty wycofanie się z Kujang-dong i utworzenie nowej linii obronnej w Kunu-ri. Znaczenie Kunu-ri zostało również zauważone przez Chińczyków i 27 listopada Peng nakazał 38 Korpusowi przecięcie drogi odwrotu IX Korpusu. 114 Dywizja 38 Korpusu miała zdobyć Kunu-ri, maszerując na zachód drogą z Tŏkch’ŏn, podczas gdy 112 Dywizja miała podążać równoległą trasą przez wzgórza na północ od drogi.
Ponieważ 2 Dywizja Piechoty była nadal zaangażowana w walki o Kujang-dong, Coulter nakazał Brygadzie Tureckiej w rezerwie IX Korpusu zablokowanie postępu Chińczyków. W nocy 27 listopada Turcy zajęli pozycje obronne w Wawon na wschód od Kunu-ri. Wkrótce spotkali się z chińskim 342 Pułkiem 114 Dywizji. Rozgorzała bitwa pomiędzy chińskim pułkiem a batalionem brygady trwająca przez większą część 28 listopada, w wyniku której zginęło 400 Turków. Gdy zapadł zmrok 28 listopada, turecka brygada próbowała wycofać się o 5 km na zachód do Sinim-ri, aby zająć silniejsze pozycje obronne, ale chiński 342 Pułk dogonił brygadę i zaatakował jej tyły, całkowicie otaczając jednostkę. Po zerwaniu łączności pomiędzy brygadą a turecką kwaterą główną, 340 Pułk i 342 Pułk 114 Dywizji rozbiły brygadę podczas nocnej bitwy. Uwięzieni Turcy wyrwali się z okrążenia rano 29 listopada, a resztki brygady zostały przydzielone do amerykańskiej 2 Dywizji Piechoty.
Chociaż Brygada Turecka została pozbawiona zdolności bojowej przez Chińczyków, jej działania opóźniające pozwoliły amerykańskiej 2 Dywizji Piechoty opanować Kunu-ri w nocy 28 listopada. Podczas gdy amerykański 23 Pułk Piechoty zajmował pozycje obronne na północ od Kunu-ri rano 29 listopada, amerykański 38 Pułk Piechoty próbował zająć wzgórza na północny wschód od wioski. Jednak Amerykanie wkrótce odkryli, że chińska 112 Dywizja już zajęła wzgórza. 38 Pułk Piechoty został zmuszony do zajęcia niższej pozycji w odległości 1,6 km od Chińczyków. W tym samym czasie resztki tureckiej brygady połączyły się z amerykańskim 38 Pułkiem Piechoty, osłaniając prawą flankę linii frontu pułku na północnym brzegu rzeki Kaech’ŏn.

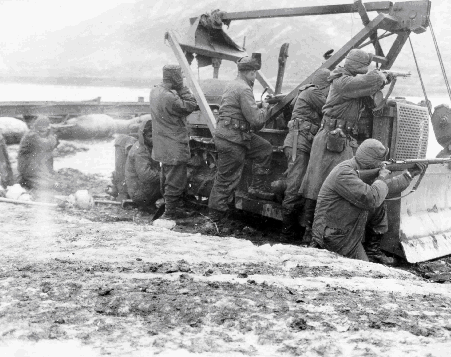
Elementy amerykańskiego 2. batalionu saperskiego, części 2 Dywizji Piechoty, walczące w ramach straży tylnej w Kuni-ri

Po południu 28 listopada MacArthur zaczął zdawać sobie sprawę, że w Korei narasta kryzys. Wraz z rozpoczęciem bitwy nad jeziorem Changjin 27 listopada zebrał swoich dowódców polowych, w tym Walkera, na konferencję w Tokio. Podczas narady MacArthur dowiedział się o sytuacji na prawym skrzydle 8 Armii i osądził, że 8 Armia jest w wielkim niebezpieczeństwie. Polecił Walkerowi wycofać się z bitwy, zanim Chińczycy zdołają otoczyć 8 Armię. Po konferencji 29 listopada Walker nakazał wszystkim jednostkom 8 Armii wycofać się na nową linię obrony wokół Sunczonu, 48 km na południe od Kunu-ri.
Postępując zgodnie z rozkazami Walkera, większość głównych jednostek 8 Armii natychmiast zerwała kontakt z Chińczykami i wycofała się, ale 2 Dywizja Piechoty została zmuszona pozostać w Kunu-ri, aby powstrzymać siły chińskie na prawym skrzydle 8 Armii. Kiedy 2 Dywizja Piechoty próbowała się wycofać w nocy 29 listopada, dwie chińskie dywizje zaatakowały jej 38 Pułk Piechoty. 112 Dywizja najpierw zaatakowała 38 Pułk Piechoty na lewym skrzydle, ale amerykańska obrona pozostała silna, zmuszając Chińczyków do przejścia do defensywy. Tymczasem 114 Dywizja zaatakowała Brygadę Turecką i prawe skrzydło 38 Pułku Piechoty. Chińczycy oskrzydlili Turków, atakując wzdłuż południowego brzegu rzeki Kaech’ŏn, a następnie przekroczyli rzekę na tyłach wojsk ONZ. Zauważywszy rozwój sytuacji, gen.-bryg. Tahsin Yazıcı z Brygady Tureckiej nakazał odwrót, pozostawiając prawe skrzydło 38 Pułku Piechoty całkowicie odsłonięte. O zmierzchu 29 listopada Chińczycy przecięli drogę między 38 Pułkiem Piechoty a Kunu-ri, a Amerykanie musieli się wycofać, infiltrując linie przeciwnika. O godzinie 4:00 30 listopada 38 Pułk Piechoty przekroczył rzekę Kaech’ŏn pod osłoną 23 Pułku Piechoty, a Kunu-ri znalazło się pod kontrolą Chińczyków.

### The Gauntlet

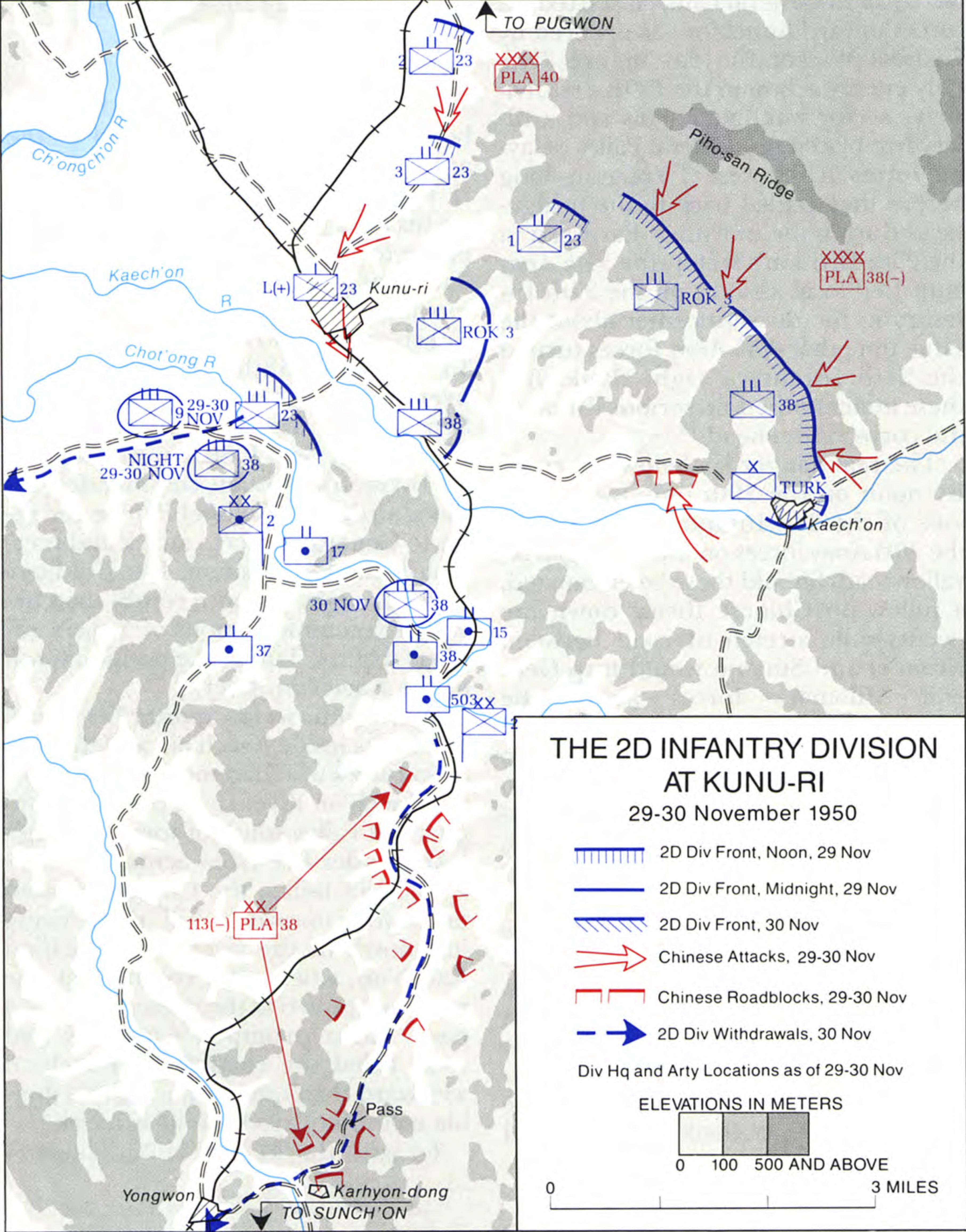
Mapa odwrotu 2 Dywizji Piechoty

Po upadku południowokoreańskiego II Korpusu 27 listopada Peng natychmiast nakazał 38 Korpusowi przecięcie drogi między Kunu-ri i Sunczonem na tyłach amerykańskiego IX Korpusu, podczas gdy 42 Korpus miał otoczyć całą 8 Armię, pędząc na południe przez Pukch'ang-ni i zdobywając Sunczon. Tego samego dnia Walker przesunął linię 8 Armii na wschód, przyłączając 1 Dywizję Kawalerii i brytyjsko-australijską 27 Brygadę Piechoty Wspólnoty Narodów do IX Korpusu. 1 Dywizja Kawalerii miała powstrzymywać przełom Chińczyków w Pukchang-ni, podczas gdy 27 Brygada Wspólnoty Narodów otrzymała zadanie opanowania drogi między Kunu-ri i Sunczonem.
Zgodnie z nowymi rozkazami 28 listopada 5 Pułk Kawalerii 1 Dywizji Kawalerii opuścił Kunu-ri, aby dołączyć do dywizji na północny wschód od Sunczonu. Podczas nieobecności 5 Pułku Kawalerii i z 8 Pułkiem Kawalerii wciąż dochodzącym do siebie po druzgocących stratach poniesionych w bitwie pod Unsan, gen. mjr Hobart Gay z 1 Dywizji Kawalerii umieścił 7 Pułk Kawalerii na południe od Pukch'ang-ni, za resztkami 6 Dywizji Piechoty. Z powodu braku posiłków, południowokoreańska 6 Dywizja Piechoty została szybko rozgromiona przez chiński 42 Korpus w nocy 28 listopada. Następnie siły chińskie zaatakowały 7 Pułk Kawalerii pod osłoną uciekających koreańskich żołnierzy i uchodźców wlewających się na front amerykański. Na rozkaz Gaya, 7 Pułk Kawalerii wycofał się na południowy zachód do miasta Sinchang-ni rano 29 listopada, a Chińscy Ochotnicy Ludowi wznowili natarcie na południe. W nocy 29 listopada rozgorzała zacięta walka pomiędzy 125 Dywizją a 7 Pułkiem Kawalerii, ale rano 30 listopada postępy 42 Korpusu zostały zatrzymane.
Z drugiej strony chiński 38 Korpus maszerował w kierunku drogi Kunu-ri – Sunczon praktycznie bez oporu. 28 listopada o godzinie 7:00 113 Dywizja 38 Korpusu zajęła miasto Samso-ri, znajdujące się dokładnie na drodze 5 Pułku Kawalerii i obok drogi Kunu-ri – Sunczon. Półtorej godziny później pluton szturmowy 5 Pułku Kawalerii wpadł w zasadzkę i został całkowicie zniszczony. Mając zablokowaną trasę natarcia, 5 Pułk Kawalerii próbował wyprzeć chiński garnizon, ale został zmuszony do wycofania się po południu.
Wtedy 113 Dywizja zajęła dolinę, w której znajdowała się droga Kunu-ri – Sunczon, i zablokowała drogę odwrotu 2 Dywizji Piechoty USA. Po otrzymaniu wiadomości 29 listopada 1. batalion Pułku Middlesex, część 27 Brygady, próbował oczyścić dolinę od południa, ale atak został powstrzymany z powodu braku ciężkiej broni.
Jedną z pierwszych ofiar nowej chińskiej blokady drogowej był konwój z Brygady Tureckiej, który wpadł w zasadzkę w nocy 28 listopada. Wysłano patrol żandarmerii wojskowej, aby zbadał sprawę, ale większość jego członków zginęła rano. Podczas gdy walka w Kunu-ri wciąż trwała, wiadomość o blokadzie drogowej dotarła do 2 Dywizji Piechoty 29 listopada. Keiser wysłał Kompanię Rozpoznawczą i resztki 9 Pułku Piechoty, aby wyprzeć Chińczyków, ale blokada drogowa wytrzymała nawet pomimo ataku plutonu pancernego. Po zakończeniu bitwy pod Kunu-ri w nocy 29 listopada chińska 112 Dywizja dołączyła do 113 Dywizji, a blokada drogowa urosła do 9,7 km głębokości.

„Przez następne 500 jardów droga była tymczasowo nieprzejezdna z powodu licznych płonących pojazdów i stosu martwych ludzi, w połączeniu z naporem rannych z rowów, którzy walczyli, aby dostać się na pokład czegokolwiek, co jeszcze się toczyło [...] Byliśmy prawie przytłoczeni przez rannych żołnierzy, którzy dosłownie rzucali się na nas [...] Wcisnąłem [rannego żołnierza południowokoreańskiego] do naszej przyczepy. Ale gdy go wsadzałem, inni ranni żołnierze wsiedli na przyczepę w takiej liczbie, że nasz jeep nie mógł dalej jechać. Trzeba było ich zepchnąć”

Jednak 2 Dywizja Piechoty nie zdawała sobie sprawy z siły blokady drogowej w nocy 29 listopada. W tym samym czasie amerykańska 25 Dywizja Piechoty błędnie poinformowała, że alternatywna droga odwrotu z Kunu-ri do Andżu została również zablokowana przez Chińczyków. Później Coulter nakazał Keiserowi wycofanie się poprzez przełamanie blokady drogowej siłami 27 Brygady Wspólnoty Narodów. Wczesnym rankiem 30 listopada Keiser podjął decyzję o wycofaniu się przez dolinę.
Rankiem 30 listopada 9 Pułk Piechoty poprowadził odwrót, atakując blokadę drogową. Najpierw wysłano cztery czołgi drogą, a Chińczycy wstrzymali ogieńi. Zachęcony takim rozwojem sytuacji płk Sloane nakazał 9 Pułkowi Piechoty natarcie, ale ostrzał z karabinów maszynowych i moździerzy natychmiast zatrzymał natarcie o godzinie 9:00. Południowokoreański 3 Pułk Piechoty przydzielony do 2 Dywizji Piechoty został wysłany, aby wzmocnić 9 Pułk Piechoty, ale został rozgromiony przez bratobójczy ogień. Bez kontaktu między dowództwami amerykańskimi a jednostkami brytyjskimi, Pułk Middlesex posunął się do południowego krańca doliny, nie atakując blokady drogowej. Wierząc, że blokada była krótka, a Brytyjczycy atakowali wzdłuż drogi, Keiser nakazał 2 Dywizji Piechoty przebić się przez blokadę o godzinie 10:00.
Gdy 2 Dywizja Piechoty wkroczyła do doliny, później znanej jako „Gauntlet”, karabiny maszynowe Chińczyków prowadziły morderczy ogień, podczas gdy droga była ostrzeliwana pociskami moździerzowymi. Długość blokady drogowej zaskoczyła 2 Dywizję Piechoty, a droga wkrótce wypełniła się rozbitymi pojazdami oraz rannymi i martwymi żołnierzami. Ci, którzy próbowali schronić się w rowach, zostali pozostawieni z tyłu przez pędzący na południe konwój, a spójność jednostki stała się fikcją. W ciągu dnia osłona powietrzna próbowała stłumić chińskie pozycje z pewnym powodzeniem, ale z powodu braku działań lotnictwa ONZ w nocy atak Chińczyków znów się nasilił. W końcu Chińscy Ochotnicy Ludowi całkowicie zablokowali drogę, niszcząc amerykański 38. i 503. batalion artylerii 2 Dywizji Piechoty, a unieruchomione działa zmusiły resztę dywizji do porzucenia wszystkich pojazdów i wycofania się pieszo przez wzgórza. Na tyłach dywizji płk Freeman próbował uratować swój 23 Pułk Piechoty, wycofując się drogą Kunu-ri – Andżu. W jednym z ostatnich aktów tej bitwy 23 Pułk Piechoty wystrzelił swój zapas 3206 pocisków artyleryjskich w ciągu 20 minut, a niespodziewany potężny ostrzał zszokował wojska chińskie i uniemożliwił im podążanie za pułkiem. Ostatni maruderzy z 2 Dywizji Piechoty w końcu dotarli do Sunczonu 1 grudnia, a do 2 grudnia 8 Armia całkowicie straciła kontakt z Chińczykami.

## Następstwa

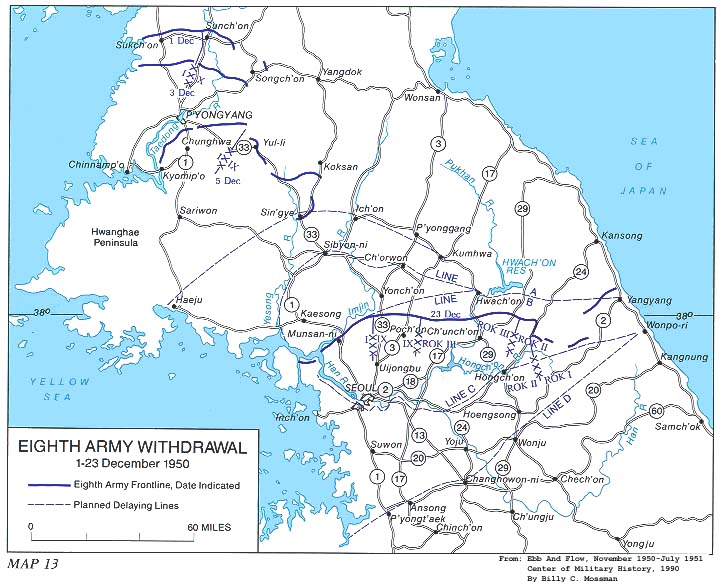
Mapa odwrotu 8 Armii, 1–23 grudnia 1950

Po bitwie liczba ofiar amerykańskiej 8 Armii przekroczyła 11 000 w pierwszym przeliczeniu. Duża liczba dokumentów, w tym wszystkie zapisy z 2 Dywizji Piechoty i 24 Pułku Piechoty zostały utracone podczas bitwy, co utrudniło historykom szczegółową analizę wydarzeń lub oszacowanie dokładnych strat bojowych poniesionych w bitwie. Jednak później oszacowano, że 2 Dywizja Piechoty straciła 4037 żołnierzy, a większość jej dział, 40 procent sprzętu sygnałowego, 45 procent broni zespołowej i 30 procent pojazdów została utracona podczas bitwy. Inna liczba wykazała znacznie gorszą sytuację 2 Dywizji Piechoty; rachunek sporządzony 1 grudnia wymienił straty bojowe 2 Dywizji na poziomie 4940 w drugiej połowie listopada; z czego 90 procent poniesiono od 25 listopada. Po uwzględnieniu strat niebojowych, uzupełnień i osób powracających zza linii frontu, straty bojowe pozostawiły dywizję na poziomie o 8662 żołnierzy poniżej stanu etatowego lub o 4731 ludzi poniżej faktycznej siły dywizji w dniu 15 listopada. 1 Dywizja Kawalerii przejęła linię pierwotnie przydzieloną 2 Dywizji. W związku z tym uznano, że amerykańska 2 Dywizja Piechoty została pozbawiona zdolności bojowej, a Keiser został zwolniony ze stanowiska do końca bitwy. Inną jednostką amerykańską, która odnotowała znaczne straty, była 25 Dywizja Piechoty z 1313 ofiarami. Brygada Turecka odnotowała 936 ofiar, przy czym 90 procent osiągnął poziom strat w sprzęcie i pojazdach, a 50 procent w artylerii. Brygada została uznana za pozbawioną zdolności bojowej. Strat Korei Południowej nie można było oszacować z powodu całkowitego braku południowokoreańskich zapisów z pierwszej połowy wojny koreańskiej, ale według Paika kwatera główna II Korpusu została zmuszona do rozwiązania się po bitwie. Jeśli chodzi o straty chińskie, Peng oszacował ja na 45 000 ofiar pod koniec bitwy, z czego oficjalna historia Chin zakwalifikowała około 20 000 ofiar jako straty bojowe, podczas gdy resztę przypisano brakowi odpowiedniej odzieży zimowej i żywności. Za rolę w przygotowaniu blokady w dolinie „Gauntlet” przeciwko amerykańskiej 2 Dywizji Piechoty 1 grudnia 1950 roku 38 Korpus otrzymał od Penga tytuł „Korpusu Dziesięciu Tysięcy Lat”.
Po wyłączeniu z akcji amerykańskiej 2 Dywizji Piechoty, Brygady Tureckiej i południowokoreańskiego II Korpusu, 8 Armia została zredukowana do zaledwie dwóch korpusów, składających się z czterech dywizji i dwóch brygad. Tymczasem nadmiernie rozbudowany chiński system logistyczny również pozostawił zwycięską 13 Armię w połowie zagłodzoną i niezdolną do dalszych działań ofensywnych. Jednak podczas chaotycznego odwrotu sił ONZ nie przeprowadzono żadnego rozpoznania w celu ustalenia stanu chińskich sił W rezultacie Walker wydał 8 Armii rozkaz opuszczenia terytorium Korei Północnej 3 grudnia, ku wielkiemu zaskoczeniu chińskich dowódców. Następujący po tym odwrót na odległość 190 km do 38. równoleżnika jest często określany jako „najdłuższy odwrót w historii armii USA”. Oprócz wyjątkowo niskiego morale po bitwie, cała 8 Armia była również ogarnięta „gorączką pośpiechu” (ang. bug out fever) podczas odwrotu, a na pamiątkę porażki 8 Armii skomponowano piosenkę zatytułowaną Bug-Out Boogie. Walker zginął dwa dni przed Bożym Narodzeniem 1950 roku, gdy ciężarówka prowadzona przez żołnierza południowokoreańskiego zderzyła się z jego jeepem, a gen. por. Matthew Ridgway objął po nim dowództwo nad 8 Armią. W ONZ-cie porzucono wszelkie nadzieje na zjednoczenie Korei, a 11 grudnia 1950 roku zaproponowano Chinom zawieszenie broni na 38. równoleżniku.
Jako zdecydowane zwycięstwo militarne nad siłami ONZ i ponowne odwrócenie losów wojny koreańskiej na korzyść komunistów, bitwa nad rzeką Ch’ŏngch’ŏn stanowiła szczyt osiągnięć Chińskiej Ochotników Ludowych w Korei. Jednak Mao zinterpretował propozycję zawieszenia broni ze strony ONZ jako słabość, którą Chiny powinny dalej wykorzystywać. Wbrew radom Penga i innych wyższych rangą dowódców wojskowych, Mao nakazał Chińskim Ochotnikom Ludowym inwazję na Koreę Południową – misję, która przekraczała możliwości chińskiej armii, a jednocześnie rozciągała kruche chińskie linie zaopatrzeniowe. Zauważając trudności wojsk chińskich. Ridgway poprowadził 8 Armię, która zadała wrogowi poważne straty podczas chińskiej ofensywy wiosną 1951 roku.